# Volta a Cataluña 2017
La 97.ª edición de la Volta a Cataluña fue una carrera de ciclismo en ruta por etapas que se celebró entre el 20 y el 26 de marzo de 2017 en Cataluña con inicio en la ciudad de Calella y final en Barcelona.
Dispuso de siete etapas para un recorrido total de 1113,2 kilómetros.
La carrera formó parte del UCI WorldTour 2017, calendario ciclístico de máximo nivel mundial, siendo la novena carrera de dicho circuito.
La carrera fue ganada por el corredor español Alejandro Valverde del equipo Movistar, en segundo lugar Alberto Contador (Trek-Segafredo) y en tercer lugar Marc Soler (Movistar).

## Equipos participantes
Tomaron parte en la carrera 24 equipos: 17 de categoría UCI WorldTour 2017 invitados por la organización; 7 de categoría Profesional Continental. Formando así un pelotón de 199 ciclistas de los que acabaron xxx. Los equipos participantes fueron:
| WorldTeams (18)- AG2R La Mondiale - Astana - Bahrain-Merida - Bora-Hansgrohe - Cannondale-Drapac - Dimension Data - FDJ - Katusha-Alpecin - Lotto-Soudal - Lotto NL-Jumbo - Movistar Team - Orica-Scott - Quick-Step Floors - Sky - Team Sunweb - Trek-Segafredo - UAE Team Emirates - BMC Racing Team Equipos continentales profesionales (7)- Caja Rural-Seguros RGA - CCC Sprandi Polkowice - Cofidis, Solutions Crédits - Manzana Postobón - Roompot-Nederlandse Loterij - Soul Brasil - Wanty-Groupe Gobert |
| |

## Etapas
| Etapa     | Fecha     | Recorrido             | type                     | Distancia (km) | Ganador            | Líder              |
| --------- | --------- | --------------------- | ------------------------ | -------------- | ------------------ | ------------------ |
| 1.ª etapa | 20 de mar | Calella – Calella     | etapa de media montaña   | 178,9          | Davide Cimolai     | Davide Cimolai     |
| 2.ª etapa | 21 de mar | Bañolas – Bañolas     | contrarreloj por equipos | 41,3           | BMC Racing Team    | Ben Hermans        |
| 3.ª etapa | 22 de mar | Mataró – La Molina    | etapa de montaña         | 188,3          | Alejandro Valverde | Tejay van Garderen |
| 4.ª etapa | 23 de mar | Llivia – Igualada     | etapa escarpada          | 136,1          | Nacer Bouhanni     | Tejay van Garderen |
| 5.ª etapa | 24 de mar | Valls – Tortosa       | etapa de montaña         | 182            | Alejandro Valverde | Alejandro Valverde |
| 6.ª etapa | 25 de mar | Tortosa – Reus        | etapa de media montaña   | 189,7          | Daryl Impey        | Alejandro Valverde |
| 7.ª etapa | 26 de mar | Barcelona – Barcelona | etapa escarpada          | 138,7          | Alejandro Valverde | Alejandro Valverde |

## Desarrollo de la carrera

### Etapa 1
| \| Clasificación de la etapa \| Clasificación de la etapa \| Clasificación de la etapa \| Clasificación de la etapa \| Clasificación de la etapa \| \| Ciclista \| Ciclista \| Equipo \| Tiempo \| \| \| ------------------------- \| ------------------------- \| -------------------------- \| ------------------------- \| ------------------------- \| \| 1.º \| Davide Cimolai \| FDJ \| 4 h 28 min 21 s \| \| \| 2.º \| Nacer Bouhanni \| Cofidis, Solutions Crédits \| + 0 s \| \| \| 3.º \| Kristian Sbaragli \| Dimension Data \| + 0 s \| \| \| 4.º \| Dion Smith \| Wanty-Groupe Gobert \| + 0 s \| \| \| 5.º \| André Greipel \| Lotto-Soudal \| + 0 s \| \| \| 6.º \| José Joaquín Rojas \| Movistar Team \| + 0 s \| \| \| 7.º \| Daryl Impey \| Orica-Scott \| + 0 s \| \| \| 8.º \| Petr Vakoč \| Quick-Step Floors \| + 0 s \| \| \| 9.º \| Phil Bauhaus \| Team Sunweb \| + 0 s \| \| \| 10.º \| Enrico Gasparotto \| Bahrain-Merida \| + 0 s \| \| |                    |                            |                 |
| |                    |                            |                 |
| Fuente: ProCyclingStats |                    |                            |                 |
| Clasificación de la etapa |                    |                            |                 |
| Ciclista | Ciclista           | Equipo                     | Tiempo          |
| 1.º | Davide Cimolai     | FDJ                        | 4 h 28 min 21 s |
| 2.º | Nacer Bouhanni     | Cofidis, Solutions Crédits | + 0 s           |
| 3.º | Kristian Sbaragli  | Dimension Data             | + 0 s           |
| 4.º | Dion Smith         | Wanty-Groupe Gobert        | + 0 s           |
| 5.º | André Greipel      | Lotto-Soudal               | + 0 s           |
| 6.º | José Joaquín Rojas | Movistar Team              | + 0 s           |
| 7.º | Daryl Impey        | Orica-Scott                | + 0 s           |
| 8.º | Petr Vakoč         | Quick-Step Floors          | + 0 s           |
| 9.º | Phil Bauhaus       | Team Sunweb                | + 0 s           |
| 10.º | Enrico Gasparotto  | Bahrain-Merida             | + 0 s           |

| \| Clasificación general \| Clasificación general \| Clasificación general \| Clasificación general \| Clasificación general \| \| Ciclista \| Ciclista \| Equipo \| Tiempo \| \| \| --------------------- \| --------------------- \| -------------------------- \| --------------------- \| --------------------- \| \| 1.º \| Davide Cimolai \| FDJ \| 4 h 28 min 11 s \| \| \| 2.º \| Nacer Bouhanni \| Cofidis, Solutions Crédits \| + 4 s \| \| \| 3.º \| Kristian Sbaragli \| Dimension Data \| + 6 s \| \| \| 4.º \| Dion Smith \| Wanty-Groupe Gobert \| + 10 s \| \| \| 5.º \| André Greipel \| Lotto-Soudal \| + 10 s \| \| \| 6.º \| José Joaquín Rojas \| Movistar Team \| + 10 s \| \| \| 7.º \| Daryl Impey \| Orica-Scott \| + 10 s \| \| \| 8.º \| Petr Vakoč \| Quick-Step Floors \| + 10 s \| \| \| 9.º \| Phil Bauhaus \| Team Sunweb \| + 10 s \| \| \| 10.º \| Enrico Gasparotto \| Bahrain-Merida \| + 10 s \| \| |                    |                            |                 |
| |                    |                            |                 |
| Fuente: ProCyclingStats |                    |                            |                 |
| Clasificación general |                    |                            |                 |
| Ciclista | Ciclista           | Equipo                     | Tiempo          |
| 1.º | Davide Cimolai     | FDJ                        | 4 h 28 min 11 s |
| 2.º | Nacer Bouhanni     | Cofidis, Solutions Crédits | + 4 s           |
| 3.º | Kristian Sbaragli  | Dimension Data             | + 6 s           |
| 4.º | Dion Smith         | Wanty-Groupe Gobert        | + 10 s          |
| 5.º | André Greipel      | Lotto-Soudal               | + 10 s          |
| 6.º | José Joaquín Rojas | Movistar Team              | + 10 s          |
| 7.º | Daryl Impey        | Orica-Scott                | + 10 s          |
| 8.º | Petr Vakoč         | Quick-Step Floors          | + 10 s          |
| 9.º | Phil Bauhaus       | Team Sunweb                | + 10 s          |
| 10.º | Enrico Gasparotto  | Bahrain-Merida             | + 10 s          |

### Etapa 2
| \| Clasificación de la etapa \| Clasificación de la etapa \| Clasificación de la etapa \| Clasificación de la etapa \| Clasificación de la etapa \| Clasificación de la etapa \| \| Equipo \| Equipo \| Tiempo \| Diferencia \| Promedio \| \| \| ------------------------- \| ------------------------- \| ------------------------- \| ------------------------- \| ------------------------- \| ------------------------- \| \| 1.º \| BMC Racing Team \| 48 min 57 s \| + 48 min 57 s \| 50.623 km/h \| \| \| 2.º \| Sky \| 49 min 41 s \| + 44 s \| 49.876 km/h \| \| \| 3.º \| Movistar Team \| 49 min 55 s \| 58 s \| 49.643 km/h \| \| \| 4.º \| Trek-Segafredo \| 50 min 10 s \| + 1 min 13 s \| 49.395 km/h \| \| \| 5.º \| Orica-Scott \| 50 min 19 s \| + 1 min 22 s \| 49.248 km/h \| \| \| 6.º \| FDJ \| 50 min 39 s \| + 1 min 42 s \| 48.924 km/h \| \| \| 7.º \| Lotto NL-Jumbo \| 50 min 43 s \| + 1 min 46 s \| 48.860 km/h \| \| \| 8.º \| Astana \| 51 min 00 s \| + 2 min 03 s \| 48.588 km/h \| \| \| 9.º \| Lotto-Soudal \| 51 min 05 s \| + 2 min 08 s \| 48.509 km/h \| \| \| 10.º \| Quick-Step Floors \| 51 min 08 s \| + 2 min 11 s \| 48.462 km/h \| \| |                   |             |               |             |
| |                   |             |               |             |
| Fuente: ProCyclingStats |                   |             |               |             |
| Clasificación de la etapa |                   |             |               |             |
| Equipo | Equipo            | Tiempo      | Diferencia    | Promedio    |
| 1.º | BMC Racing Team   | 48 min 57 s | + 48 min 57 s | 50.623 km/h |
| 2.º | Sky               | 49 min 41 s | + 44 s        | 49.876 km/h |
| 3.º | Movistar Team     | 49 min 55 s | 58 s          | 49.643 km/h |
| 4.º | Trek-Segafredo    | 50 min 10 s | + 1 min 13 s  | 49.395 km/h |
| 5.º | Orica-Scott       | 50 min 19 s | + 1 min 22 s  | 49.248 km/h |
| 6.º | FDJ               | 50 min 39 s | + 1 min 42 s  | 48.924 km/h |
| 7.º | Lotto NL-Jumbo    | 50 min 43 s | + 1 min 46 s  | 48.860 km/h |
| 8.º | Astana            | 51 min 00 s | + 2 min 03 s  | 48.588 km/h |
| 9.º | Lotto-Soudal      | 51 min 05 s | + 2 min 08 s  | 48.509 km/h |
| 10.º | Quick-Step Floors | 51 min 08 s | + 2 min 11 s  | 48.462 km/h |

| \| Clasificación general \| Clasificación general \| Clasificación general \| Clasificación general \| Clasificación general \| \| Ciclista \| Ciclista \| Equipo \| Tiempo \| \| \| --------------------- \| --------------------- \| --------------------- \| --------------------- \| --------------------- \| \| 1.º \| Ben Hermans \| BMC Racing Team \| 5 h 17 min 18 s \| \| \| 2.º \| Brent Bookwalter \| BMC Racing Team \| + 0 s \| \| \| 3.º \| Tejay van Garderen \| BMC Racing Team \| + 0 s \| \| \| 4.º \| Rohan Dennis \| BMC Racing Team \| + 0 s \| \| \| 5.º \| Kilian Frankiny \| BMC Racing Team \| + 0 s \| \| \| 6.º \| Alessandro De Marchi \| BMC Racing Team \| + 0 s \| \| \| 7.º \| Samuel Sánchez \| BMC Racing Team \| + 0 s \| \| \| 8.º \| Geraint Thomas \| Team Sky \| + 44 s \| \| \| 9.º \| Peter Kennaugh \| Team Sky \| + 44 s \| \| \| 10.º \| Mikel Nieve \| Team Sky \| + 44 s \| \| |                      |                 |                 |
| |                      |                 |                 |
| Fuente: ProCyclingStats |                      |                 |                 |
| Clasificación general |                      |                 |                 |
| Ciclista | Ciclista             | Equipo          | Tiempo          |
| 1.º | Ben Hermans          | BMC Racing Team | 5 h 17 min 18 s |
| 2.º | Brent Bookwalter     | BMC Racing Team | + 0 s           |
| 3.º | Tejay van Garderen   | BMC Racing Team | + 0 s           |
| 4.º | Rohan Dennis         | BMC Racing Team | + 0 s           |
| 5.º | Kilian Frankiny      | BMC Racing Team | + 0 s           |
| 6.º | Alessandro De Marchi | BMC Racing Team | + 0 s           |
| 7.º | Samuel Sánchez       | BMC Racing Team | + 0 s           |
| 8.º | Geraint Thomas       | Team Sky        | + 44 s          |
| 9.º | Peter Kennaugh       | Team Sky        | + 44 s          |
| 10.º | Mikel Nieve          | Team Sky        | + 44 s          |

### Etapa 3
| \| Clasificación de la etapa \| Clasificación de la etapa \| Clasificación de la etapa \| Clasificación de la etapa \| Clasificación de la etapa \| \| Ciclista \| Ciclista \| Equipo \| Tiempo \| \| \| ------------------------- \| ------------------------- \| ------------------------- \| ------------------------- \| ------------------------- \| \| 1.º \| Alejandro Valverde \| Movistar Team \| 5 h 07 min 12 s \| \| \| 2.º \| Daniel Martin \| Quick-Step Floors \| + 0 s \| \| \| 3.º \| Adam Yates \| Orica-Scott \| + 3 s \| \| \| 4.º \| Romain Bardet \| AG2R La Mondiale \| + 3 s \| \| \| 5.º \| Ilnur Zakarin \| Katusha-Alpecin \| + 3 s \| \| \| 6.º \| Geraint Thomas \| Team Sky \| + 3 s \| \| \| 7.º \| Alberto Contador \| Trek-Segafredo \| + 3 s \| \| \| 8.º \| Tejay van Garderen \| BMC Racing Team \| + 3 s \| \| \| 9.º \| Michael Woods \| Cannondale-Drapac \| + 8 s \| \| \| 10.º \| Davide Formolo \| Cannondale-Drapac \| + 8 s \| \| |                    |                   |                 |
| |                    |                   |                 |
| Fuente: ProCyclingStats |                    |                   |                 |
| Clasificación de la etapa |                    |                   |                 |
| Ciclista | Ciclista           | Equipo            | Tiempo          |
| 1.º | Alejandro Valverde | Movistar Team     | 5 h 07 min 12 s |
| 2.º | Daniel Martin      | Quick-Step Floors | + 0 s           |
| 3.º | Adam Yates         | Orica-Scott       | + 3 s           |
| 4.º | Romain Bardet      | AG2R La Mondiale  | + 3 s           |
| 5.º | Ilnur Zakarin      | Katusha-Alpecin   | + 3 s           |
| 6.º | Geraint Thomas     | Team Sky          | + 3 s           |
| 7.º | Alberto Contador   | Trek-Segafredo    | + 3 s           |
| 8.º | Tejay van Garderen | BMC Racing Team   | + 3 s           |
| 9.º | Michael Woods      | Cannondale-Drapac | + 8 s           |
| 10.º | Davide Formolo     | Cannondale-Drapac | + 8 s           |

| \| Clasificación general \| Clasificación general \| Clasificación general \| Clasificación general \| Clasificación general \| \| Ciclista \| Ciclista \| Equipo \| Tiempo \| \| \| --------------------- \| --------------------- \| --------------------- \| --------------------- \| --------------------- \| \| 1.º \| Tejay van Garderen \| BMC Racing Team \| 10 h 24 min 33 s \| \| \| 2.º \| Samuel Sánchez \| BMC Racing Team \| + 41 s \| \| \| 3.º \| Geraint Thomas \| Team Sky \| + 44 s \| \| \| 4.º \| Alejandro Valverde \| Movistar Team \| + 45 s \| \| \| 5.º \| Chris Froome \| Team Sky \| + 49 s \| \| \| 6.º \| Marc Soler \| Movistar Team \| + 1 min 10 s \| \| \| 7.º \| Alberto Contador \| Trek-Segafredo \| + 1 min 13 s \| \| \| 8.º \| Adam Yates \| Orica-Scott \| + 1 min 18 s \| \| \| 9.º \| Bauke Mollema \| Trek-Segafredo \| + 1 min 25 s \| \| \| 10.º \| Jarlinson Pantano \| Trek-Segafredo \| + 1 min 25 s \| \| |                    |                 |                  |
| |                    |                 |                  |
| Fuente: ProCyclingStats |                    |                 |                  |
| Clasificación general |                    |                 |                  |
| Ciclista | Ciclista           | Equipo          | Tiempo           |
| 1.º | Tejay van Garderen | BMC Racing Team | 10 h 24 min 33 s |
| 2.º | Samuel Sánchez     | BMC Racing Team | + 41 s           |
| 3.º | Geraint Thomas     | Team Sky        | + 44 s           |
| 4.º | Alejandro Valverde | Movistar Team   | + 45 s           |
| 5.º | Chris Froome       | Team Sky        | + 49 s           |
| 6.º | Marc Soler         | Movistar Team   | + 1 min 10 s     |
| 7.º | Alberto Contador   | Trek-Segafredo  | + 1 min 13 s     |
| 8.º | Adam Yates         | Orica-Scott     | + 1 min 18 s     |
| 9.º | Bauke Mollema      | Trek-Segafredo  | + 1 min 25 s     |
| 10.º | Jarlinson Pantano  | Trek-Segafredo  | + 1 min 25 s     |

### Etapa 4
| \| Clasificación de la etapa \| Clasificación de la etapa \| Clasificación de la etapa \| Clasificación de la etapa \| Clasificación de la etapa \| \| Ciclista \| Ciclista \| Equipo \| Tiempo \| \| \| ------------------------- \| ------------------------- \| -------------------------- \| ------------------------- \| ------------------------- \| \| 1.º \| Nacer Bouhanni \| Cofidis, Solutions Crédits \| 3 h 04 min 27 s \| \| \| 2.º \| Davide Cimolai \| FDJ \| + 0 s \| \| \| 3.º \| Daryl Impey \| Orica-Scott \| + 0 s \| \| \| 4.º \| Alexander Edmondson \| Orica-Scott \| + 0 s \| \| \| 5.º \| Dion Smith \| Wanty-Groupe Gobert \| + 0 s \| \| \| 6.º \| Pieter Serry \| Quick-Step Floors \| + 0 s \| \| \| 7.º \| Enrico Gasparotto \| Bahrain-Merida \| + 0 s \| \| \| 8.º \| Petr Vakoč \| Quick-Step Floors \| + 0 s \| \| \| 9.º \| José Joaquín Rojas \| Movistar Team \| + 0 s \| \| \| 10.º \| Bauke Mollema \| Trek-Segafredo \| + 0 s \| \| |                     |                            |                 |
| |                     |                            |                 |
| Fuente: ProCyclingStats |                     |                            |                 |
| Clasificación de la etapa |                     |                            |                 |
| Ciclista | Ciclista            | Equipo                     | Tiempo          |
| 1.º | Nacer Bouhanni      | Cofidis, Solutions Crédits | 3 h 04 min 27 s |
| 2.º | Davide Cimolai      | FDJ                        | + 0 s           |
| 3.º | Daryl Impey         | Orica-Scott                | + 0 s           |
| 4.º | Alexander Edmondson | Orica-Scott                | + 0 s           |
| 5.º | Dion Smith          | Wanty-Groupe Gobert        | + 0 s           |
| 6.º | Pieter Serry        | Quick-Step Floors          | + 0 s           |
| 7.º | Enrico Gasparotto   | Bahrain-Merida             | + 0 s           |
| 8.º | Petr Vakoč          | Quick-Step Floors          | + 0 s           |
| 9.º | José Joaquín Rojas  | Movistar Team              | + 0 s           |
| 10.º | Bauke Mollema       | Trek-Segafredo             | + 0 s           |

| \| Clasificación general \| Clasificación general \| Clasificación general \| Clasificación general \| Clasificación general \| \| Ciclista \| Ciclista \| Equipo \| Tiempo \| \| \| --------------------- \| --------------------- \| --------------------- \| --------------------- \| --------------------- \| \| 1.º \| Tejay van Garderen \| BMC Racing Team \| 13 h 29 min 00 s \| \| \| 2.º \| Samuel Sánchez \| BMC Racing Team \| + 41 s \| \| \| 3.º \| Geraint Thomas \| Team Sky \| + 44 s \| \| \| 4.º \| Alejandro Valverde \| Movistar Team \| + 45 s \| \| \| 5.º \| Chris Froome \| Team Sky \| + 49 s \| \| \| 6.º \| Marc Soler \| Movistar Team \| + 1 min 10 s \| \| \| 7.º \| Alberto Contador \| Trek-Segafredo \| + 1 min 13 s \| \| \| 8.º \| Adam Yates \| Orica-Scott \| + 1 min 18 s \| \| \| 9.º \| Bauke Mollema \| Trek-Segafredo \| + 1 min 25 s \| \| \| 10.º \| Jarlinson Pantano \| Trek-Segafredo \| + 1 min 25 s \| \| |                    |                 |                  |
| |                    |                 |                  |
| Fuente: ProCyclingStats |                    |                 |                  |
| Clasificación general |                    |                 |                  |
| Ciclista | Ciclista           | Equipo          | Tiempo           |
| 1.º | Tejay van Garderen | BMC Racing Team | 13 h 29 min 00 s |
| 2.º | Samuel Sánchez     | BMC Racing Team | + 41 s           |
| 3.º | Geraint Thomas     | Team Sky        | + 44 s           |
| 4.º | Alejandro Valverde | Movistar Team   | + 45 s           |
| 5.º | Chris Froome       | Team Sky        | + 49 s           |
| 6.º | Marc Soler         | Movistar Team   | + 1 min 10 s     |
| 7.º | Alberto Contador   | Trek-Segafredo  | + 1 min 13 s     |
| 8.º | Adam Yates         | Orica-Scott     | + 1 min 18 s     |
| 9.º | Bauke Mollema      | Trek-Segafredo  | + 1 min 25 s     |
| 10.º | Jarlinson Pantano  | Trek-Segafredo  | + 1 min 25 s     |

### Etapa 5
| \| Clasificación de la etapa \| Clasificación de la etapa \| Clasificación de la etapa \| Clasificación de la etapa \| Clasificación de la etapa \| \| Ciclista \| Ciclista \| Equipo \| Tiempo \| \| \| ------------------------- \| ------------------------- \| ------------------------- \| ------------------------- \| ------------------------- \| \| 1.º \| Alejandro Valverde \| Movistar Team \| 4 h 14 min 52 s \| \| \| 2.º \| Chris Froome \| Team Sky \| + 13 s \| \| \| 3.º \| Alberto Contador \| Trek-Segafredo \| + 13 s \| \| \| 4.º \| Marc Soler \| Movistar Team \| + 25 s \| \| \| 5.º \| Adam Yates \| Orica-Scott \| + 32 s \| \| \| 6.º \| Daniel Martin \| Quick-Step Floors \| + 46 s \| \| \| 7.º \| David Gaudu \| FDJ \| + 58 s \| \| \| 8.º \| Hugh Carthy \| Cannondale-Drapac \| + 1 min 04 s \| \| \| 9.º \| Jakob Fuglsang \| Astana \| + 1 min 11 s \| \| \| 10.º \| Steven Kruijswijk \| LottoNL-Jumbo \| + 1 min 11 s \| \| |                    |                   |                 |
| |                    |                   |                 |
| Fuente: ProCyclingStats |                    |                   |                 |
| Clasificación de la etapa |                    |                   |                 |
| Ciclista | Ciclista           | Equipo            | Tiempo          |
| 1.º | Alejandro Valverde | Movistar Team     | 4 h 14 min 52 s |
| 2.º | Chris Froome       | Team Sky          | + 13 s          |
| 3.º | Alberto Contador   | Trek-Segafredo    | + 13 s          |
| 4.º | Marc Soler         | Movistar Team     | + 25 s          |
| 5.º | Adam Yates         | Orica-Scott       | + 32 s          |
| 6.º | Daniel Martin      | Quick-Step Floors | + 46 s          |
| 7.º | David Gaudu        | FDJ               | + 58 s          |
| 8.º | Hugh Carthy        | Cannondale-Drapac | + 1 min 04 s    |
| 9.º | Jakob Fuglsang     | Astana            | + 1 min 11 s    |
| 10.º | Steven Kruijswijk  | LottoNL-Jumbo     | + 1 min 11 s    |

| \| Clasificación general \| Clasificación general \| Clasificación general \| Clasificación general \| Clasificación general \| \| Ciclista \| Ciclista \| Equipo \| Tiempo \| \| \| --------------------- \| --------------------- \| --------------------- \| --------------------- \| --------------------- \| \| 1.º \| Alejandro Valverde \| Movistar Team \| 17 h 44 min 27 s \| \| \| 2.º \| Chris Froome \| Team Sky \| + 21 s \| \| \| 3.º \| Alberto Contador \| Trek-Segafredo \| + 47 s \| \| \| 4.º \| Marc Soler \| Movistar Team \| + 1 min 00 s \| \| \| 5.º \| Adam Yates \| Orica-Scott \| + 1 min 15 s \| \| \| 6.º \| Tejay van Garderen \| BMC Racing Team \| + 1 min 18 s \| \| \| 7.º \| Geraint Thomas \| Team Sky \| + 1 min 34 s \| \| \| 8.º \| Samuel Sánchez \| BMC Racing Team \| + 1 min 59 s \| \| \| 9.º \| Daniel Martin \| Quick-Step Floors \| + 2 min 13 s \| \| \| 10.º \| Steven Kruijswijk \| LottoNL-Jumbo \| + 2 min 40 s \| \| |                    |                   |                  |
| |                    |                   |                  |
| Fuente: ProCyclingStats |                    |                   |                  |
| Clasificación general |                    |                   |                  |
| Ciclista | Ciclista           | Equipo            | Tiempo           |
| 1.º | Alejandro Valverde | Movistar Team     | 17 h 44 min 27 s |
| 2.º | Chris Froome       | Team Sky          | + 21 s           |
| 3.º | Alberto Contador   | Trek-Segafredo    | + 47 s           |
| 4.º | Marc Soler         | Movistar Team     | + 1 min 00 s     |
| 5.º | Adam Yates         | Orica-Scott       | + 1 min 15 s     |
| 6.º | Tejay van Garderen | BMC Racing Team   | + 1 min 18 s     |
| 7.º | Geraint Thomas     | Team Sky          | + 1 min 34 s     |
| 8.º | Samuel Sánchez     | BMC Racing Team   | + 1 min 59 s     |
| 9.º | Daniel Martin      | Quick-Step Floors | + 2 min 13 s     |
| 10.º | Steven Kruijswijk  | LottoNL-Jumbo     | + 2 min 40 s     |

### Etapa 6
| \| Clasificación de la etapa \| Clasificación de la etapa \| Clasificación de la etapa \| Clasificación de la etapa \| Clasificación de la etapa \| \| Ciclista \| Ciclista \| Equipo \| Tiempo \| \| \| ------------------------- \| ------------------------- \| --------------------------- \| ------------------------- \| ------------------------- \| \| 1.º \| Daryl Impey \| Orica-Scott \| 4 h 34 min 14 s \| \| \| 2.º \| Alejandro Valverde \| Movistar Team \| + 0 s \| \| \| 3.º \| Arthur Vichot \| FDJ \| + 0 s \| \| \| 4.º \| Petr Vakoč \| Quick-Step Floors \| + 0 s \| \| \| 5.º \| Alessandro De Marchi \| BMC Racing Team \| + 0 s \| \| \| 6.º \| Nick van der Lijke \| Roompot-Nederlandse Loterij \| + 0 s \| \| \| 7.º \| Dario Cataldo \| Astana \| + 0 s \| \| \| 8.º \| Lennard Kämna \| Team Sunweb \| + 0 s \| \| \| 9.º \| Cyril Gautier \| AG2R La Mondiale \| + 0 s \| \| \| 10.º \| Daniel Martin \| Quick-Step Floors \| + 0 s \| \| |                      |                             |                 |
| |                      |                             |                 |
| Fuente: ProCyclingStats |                      |                             |                 |
| Clasificación de la etapa |                      |                             |                 |
| Ciclista | Ciclista             | Equipo                      | Tiempo          |
| 1.º | Daryl Impey          | Orica-Scott                 | 4 h 34 min 14 s |
| 2.º | Alejandro Valverde   | Movistar Team               | + 0 s           |
| 3.º | Arthur Vichot        | FDJ                         | + 0 s           |
| 4.º | Petr Vakoč           | Quick-Step Floors           | + 0 s           |
| 5.º | Alessandro De Marchi | BMC Racing Team             | + 0 s           |
| 6.º | Nick van der Lijke   | Roompot-Nederlandse Loterij | + 0 s           |
| 7.º | Dario Cataldo        | Astana                      | + 0 s           |
| 8.º | Lennard Kämna        | Team Sunweb                 | + 0 s           |
| 9.º | Cyril Gautier        | AG2R La Mondiale            | + 0 s           |
| 10.º | Daniel Martin        | Quick-Step Floors           | + 0 s           |

| \| Clasificación general \| Clasificación general \| Clasificación general \| Clasificación general \| Clasificación general \| \| Ciclista \| Ciclista \| Equipo \| Tiempo \| \| \| --------------------- \| --------------------- \| --------------------- \| --------------------- \| --------------------- \| \| 1.º \| Alejandro Valverde \| Movistar Team \| 22 h 18 min 35 s \| \| \| 2.º \| Alberto Contador \| Trek-Segafredo \| + 53 s \| \| \| 3.º \| Marc Soler \| Movistar Team \| + 1 min 06 s \| \| \| 4.º \| Adam Yates \| Orica-Scott \| + 1 min 21 s \| \| \| 5.º \| Tejay van Garderen \| BMC Racing Team \| + 1 min 24 s \| \| \| 6.º \| Daniel Martin \| Quick-Step Floors \| + 2 min 19 s \| \| \| 7.º \| Steven Kruijswijk \| LottoNL-Jumbo \| + 2 min 46 s \| \| \| 8.º \| Carlos Verona \| Orica-Scott \| + 2 min 50 s \| \| \| 9.º \| George Bennett \| LottoNL-Jumbo \| + 2 min 51 s \| \| \| 10.º \| Romain Bardet \| AG2R La Mondiale \| + 2 min 55 s \| \| |                    |                   |                  |
| |                    |                   |                  |
| Fuente: ProCyclingStats |                    |                   |                  |
| Clasificación general |                    |                   |                  |
| Ciclista | Ciclista           | Equipo            | Tiempo           |
| 1.º | Alejandro Valverde | Movistar Team     | 22 h 18 min 35 s |
| 2.º | Alberto Contador   | Trek-Segafredo    | + 53 s           |
| 3.º | Marc Soler         | Movistar Team     | + 1 min 06 s     |
| 4.º | Adam Yates         | Orica-Scott       | + 1 min 21 s     |
| 5.º | Tejay van Garderen | BMC Racing Team   | + 1 min 24 s     |
| 6.º | Daniel Martin      | Quick-Step Floors | + 2 min 19 s     |
| 7.º | Steven Kruijswijk  | LottoNL-Jumbo     | + 2 min 46 s     |
| 8.º | Carlos Verona      | Orica-Scott       | + 2 min 50 s     |
| 9.º | George Bennett     | LottoNL-Jumbo     | + 2 min 51 s     |
| 10.º | Romain Bardet      | AG2R La Mondiale  | + 2 min 55 s     |

### Etapa 7
| \| Clasificación de la etapa \| Clasificación de la etapa \| Clasificación de la etapa \| Clasificación de la etapa \| Clasificación de la etapa \| \| Ciclista \| Ciclista \| Equipo \| Tiempo \| \| \| ------------------------- \| ------------------------- \| ------------------------- \| ------------------------- \| ------------------------- \| \| 1.º \| Alejandro Valverde \| Movistar Team \| 3 h 08 min 50 s \| \| \| 2.º \| Jarlinson Pantano \| Trek-Segafredo \| + 0 s \| \| \| 3.º \| Arthur Vichot \| FDJ \| + 0 s \| \| \| 4.º \| Rafał Majka \| Bora-Hansgrohe \| + 0 s \| \| \| 5.º \| Daniel Martin \| Quick-Step Floors \| + 0 s \| \| \| 6.º \| Aldemar Reyes Ortega \| Manzana Postobón \| + 0 s \| \| \| 7.º \| Romain Bardet \| AG2R La Mondiale \| + 0 s \| \| \| 8.º \| Davide Formolo \| Cannondale-Drapac \| + 0 s \| \| \| 9.º \| George Bennett \| LottoNL-Jumbo \| + 0 s \| \| \| 10.º \| Steven Kruijswijk \| LottoNL-Jumbo \| + 0 s \| \| |                      |                   |                 |
| |                      |                   |                 |
| Fuente: ProCyclingStats |                      |                   |                 |
| Clasificación de la etapa |                      |                   |                 |
| Ciclista | Ciclista             | Equipo            | Tiempo          |
| 1.º | Alejandro Valverde   | Movistar Team     | 3 h 08 min 50 s |
| 2.º | Jarlinson Pantano    | Trek-Segafredo    | + 0 s           |
| 3.º | Arthur Vichot        | FDJ               | + 0 s           |
| 4.º | Rafał Majka          | Bora-Hansgrohe    | + 0 s           |
| 5.º | Daniel Martin        | Quick-Step Floors | + 0 s           |
| 6.º | Aldemar Reyes Ortega | Manzana Postobón  | + 0 s           |
| 7.º | Romain Bardet        | AG2R La Mondiale  | + 0 s           |
| 8.º | Davide Formolo       | Cannondale-Drapac | + 0 s           |
| 9.º | George Bennett       | LottoNL-Jumbo     | + 0 s           |
| 10.º | Steven Kruijswijk    | LottoNL-Jumbo     | + 0 s           |

## Clasificaciones finales
- Las clasificaciones finalizaron de la siguiente forma:[6]

### Clasificación general
| \| Clasificación general \| Clasificación general \| Clasificación general \| Clasificación general \| Clasificación general \| \| Ciclista \| Ciclista \| Equipo \| Tiempo \| \| \| --------------------- \| --------------------- \| --------------------- \| --------------------- \| --------------------- \| \| 1.º \| Alejandro Valverde \| Movistar Team \| 25 h 27 min 15 s \| \| \| 2.º \| Alberto Contador \| Trek-Segafredo \| + 1 min 03 s \| \| \| 3.º \| Marc Soler \| Movistar Team \| + 1 min 16 s \| \| \| 4.º \| Adam Yates \| Orica-Scott \| + 1 min 31 s \| \| \| 5.º \| Tejay van Garderen \| BMC Racing Team \| + 1 min 34 s \| \| \| 6.º \| Daniel Martin \| Quick-Step Floors \| + 2 min 29 s \| \| \| 7.º \| Steven Kruijswijk \| LottoNL-Jumbo \| + 2 min 56 s \| \| \| 8.º \| Carlos Verona \| Orica-Scott \| + 3 min 00 s \| \| \| 9.º \| George Bennett \| LottoNL-Jumbo \| + 3 min 01 s \| \| \| 10.º \| Romain Bardet \| AG2R La Mondiale \| + 3 min 05 s \| \| |                    |                   |                  |
| |                    |                   |                  |
| Fuente: ProCyclingStats |                    |                   |                  |
| Clasificación general |                    |                   |                  |
| Ciclista | Ciclista           | Equipo            | Tiempo           |
| 1.º | Alejandro Valverde | Movistar Team     | 25 h 27 min 15 s |
| 2.º | Alberto Contador   | Trek-Segafredo    | + 1 min 03 s     |
| 3.º | Marc Soler         | Movistar Team     | + 1 min 16 s     |
| 4.º | Adam Yates         | Orica-Scott       | + 1 min 31 s     |
| 5.º | Tejay van Garderen | BMC Racing Team   | + 1 min 34 s     |
| 6.º | Daniel Martin      | Quick-Step Floors | + 2 min 29 s     |
| 7.º | Steven Kruijswijk  | LottoNL-Jumbo     | + 2 min 56 s     |
| 8.º | Carlos Verona      | Orica-Scott       | + 3 min 00 s     |
| 9.º | George Bennett     | LottoNL-Jumbo     | + 3 min 01 s     |
| 10.º | Romain Bardet      | AG2R La Mondiale  | + 3 min 05 s     |

## Evolución de las clasificaciones
| Etapa (Vencedor)               | Clasificación general | Clasificación de la montaña | Clasificación de los sprint | Clasificación de los jóvenes | Clasificación por equipos |
| ------------------------------ | --------------------- | --------------------------- | --------------------------- | ---------------------------- | ------------------------- |
| 1.ª etapa (Davide Cimolai)     | Davide Cimolai        | Murilo Affonso              | Murilo Affonso              | Dion Smith                   | Quick-Step Floors         |
| 2.ª etapa (CRE) (BMC Racing)   | Ben Hermans           | Murilo Affonso              | Murilo Affonso              | Kilian Frankiny              | BMC Racing                |
| 3.ª etapa (Alejandro Valverde) | Tejay van Garderen    | Murilo Affonso              | Pascal Ackermann            | Marc Soler                   | Sky                       |
| 4.ª etapa (Nacer Bouhanni)     | Tejay van Garderen    | Murilo Affonso              | Diego Rubio                 | Marc Soler                   | Sky                       |
| 5.ª etapa (Alejandro Valverde) | Alejandro Valverde    | Alejandro Valverde          | Pierre Rolland              | Marc Soler                   | Trek-Segafredo            |
| 6.ª etapa (Daryl Impey)        | Alejandro Valverde    | Alejandro Valverde          | Pierre Rolland              | Marc Soler                   | Movistar                  |
| 7.ª etapa (Alejandro Valverde) | Alejandro Valverde    | Alejandro Valverde          | Pierre Rolland              | Marc Soler                   | Movistar                  |
| Clasificación final            | Alejandro Valverde    | Alejandro Valverde          | Pierre Rolland              | Marc Soler                   | Movistar                  |

## UCI World Ranking
La Volta a Cataluña otorga puntos para el UCI WorldTour 2017 y el UCI World Ranking, este último para corredores de los equipos en las categorías UCI ProTeam, Profesional Continental y Equipos Continentales. Las siguientes tablas son el baremo de puntuación y los corredores que obtuvieron puntos:
| Posición              | 1.ª | 2.ª | 3.ª | 4.ª | 5.ª | 6.ª | 7.ª | 8.ª | 9.ª | 10.ª |
| Clasificación general | 400 | 320 | 260 | 220 | 180 | 140 | 120 | 100 | 80  | 68   |
| Por etapa             | 50  | 20  | 8   |     |     |     |     |     |     |      |
| Líder                 | 8   |     |     |     |     |     |     |     |     |      |

| Clasificación | Clasificación      | Clasificación     | Clasificación | Clasificación | Clasificación | Clasificación |
| Posición      | Ciclista           | Equipo            | General       | Etapa         | Líder         | Total         |
| ------------- | ------------------ | ----------------- | ------------- | ------------- | ------------- | ------------- |
| 1.º           | Alejandro Valverde | Movistar          | 400           | 170           | 16            | 586           |
| 2.º           | Alberto Contador   | Trek-Segafredo    | 320           | 8             | -             | 328           |
| 3.º           | Marc Soler         | Movistar          | 260           | -             | -             | 260           |
| 4.º           | Adam Yates         | Orica-Scott       | 220           | 8             | -             | 228           |
| 5.º           | Tejay van Garderen | BMC Racing        | 180           | -             | 16            | 196           |
| 6.º           | Daniel Martin      | Quick-Step Floors | 140           | 20            | -             | 160           |
| 7.º           | Steven Kruijswijk  | LottoNL-Jumbo     | 120           | -             | -             | 120           |
| 8.º           | Carlos Verona      | Orica-Scott       | 100           | -             | -             | 100           |
| 9.º           | George Bennett     | LottoNL-Jumbo     | 80            | -             | -             | 80            |
| 10.º          | Davide Cimolai     | FDJ               | -             | 70            | 8             | 78            |